# Sentier Lantau
Le sentier Lantau (chinois: 鳳凰徑), inauguré le 4 décembre 1984, est un sentier longue-distance sur l'île de Lantau situé dans la région des Nouveaux Territoires de Hong Kong. Il effectue une boucle de 70 kilomètres commençant et finissant à Mui Wo et dispose de bonnes installations destinées aux randonneurs le long de sa piste dont l'itinéraire est bien marqué. Il existe des tableaux d'informations et des cartes aux jonctions entre chaque étape. Les bornes sont placées à 500 mètres d'écart afin d'aider les randonneurs à savoir exactement où ils se trouvent. À chaque carrefour, les panneaux du sentier donnent des instructions claires sur les directions, les noms de lieu, les distances à parcourir et le temps de randonnée en heure entre les différents lieux.

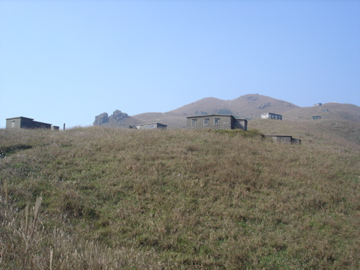
Approach to Sunset Peak.

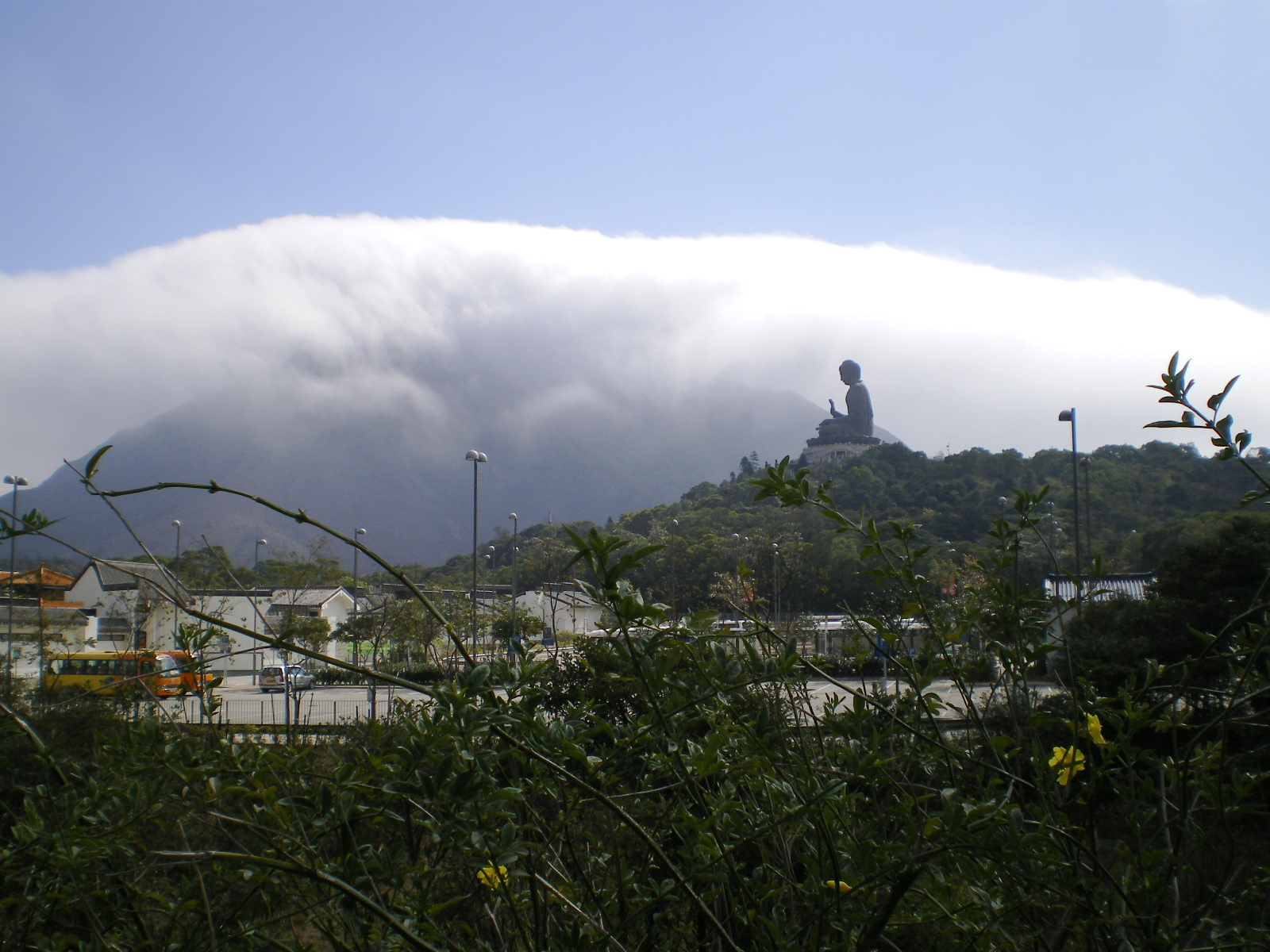
View of Buddha from near the Ngong Ping 360 station.

## Étapes
Le sentier Lantau comporte 12 étapes: il existe des bornes numérotées de 000 à 140 tous les 500 mètres. 
| Etape | Itinéraire                     | Longueur (km)                              | Heure (h) | Borne (début) | Borne (fin) | Difficulté | Commentaires |
| ----- | ------------------------------ | ------------------------------------------ | --------- | ------------- | ----------- | ---------- | --- |
| 1     | Mui Wo → Nam Shan              | 2,5                                        | 0,75      | 000           | 005         | ♠          | |
| 2     | Nam Shan → Pak Kung Au         | 6,5                                        | 2,75      | 005           | 018         | ♠♠♠        | |
| 3     | Pak Kung Au → Ngong Ping 360   | 6,0                                        | 2,75      | 018           | 030         | ♠♠♠        | |
| 4     | Ngong Ping 360 → Sham Wat Road | 2,5                                        | 1,25      | 030/031       | 034/035     | ♠♠         | Le chemin est redirigé. Le changement entre la section 4 et 5 apparaît maintenant très près du câble de levage du Ngong Ping 360. |
| 5     | Sham Wat Road → Man Cheung Po  | 7,5                                        | 2,75      | 034/035       | 050         | ♠♠         | La majorité de cette section suit Ngong Ping Road depuis Ngong Ping 360 jusqu'au début de la section 360                          |
| 6     | Man Cheung Po → Tai O          | 2,5                                        | 1,0       | 050           | 055         | ♣♣         | |
| 7     | Tai O → Kau Ling Chung         | 10,5                                       | 3,0       | 055           | 076         | ♠♠♠        | Le chemin est partiellement fermé mais un autre itinéraire a été suggéré.                                                         |
| 8     | Kau Ling Chung → Shek Pik      | AFCD Visite du Pays et des parcs marins5,5 | 1,5       | 076           | 087         | ♠♠         | |
| 9     | Shek 100                       | ♠                                          |           |               |             |            | |
| 10    | Shui Hau → Tung Chung Road     | 6,5                                        | 2,0       | 100           | 112/113     | ♣          | |
| 11    | Tung Chung Road → Pui O        | 4,5                                        | 1,25      | 112/113       | 122         | ♣          | |
| 12    | Pui O → Mui Wo                 | 9,0                                        | 3,0       | 122           | 140         | ♣♣         | |

♠ facile
♣♣ assez difficile
♠♠♠ très difficile

## Référence
1. 1 2  (en) « Agriculture, Fisheries and Conservation Department - Lantau Trail », sur Country and Marine Parks Authority Agriculture